# República Democrática Federal de Yugoslavia
La República Democrática Federal de Yugoslavia o Yugoslavia Federal Democrática fue un Estado provisional establecido durante la Segunda Guerra Mundial el 29 de noviembre de 1943 a través de la segunda sesión del Consejo Antifascista de Liberación Nacional de Yugoslavia (ANOJ). El Comité Nacional para la Liberación de Yugoslavia (NKOJ) fue su órgano ejecutivo original. A lo largo de su existencia fue gobernado por el mariscal Josip Broz Tito como primer ministro.
Fue reconocido por los aliados en la Conferencia de Teherán, junto con la AVNOJ como su cuerpo deliberativo. El gobierno yugoslavo en el exilio del rey Pedro II en Londres, en parte debido a la presión del Reino Unido, reconoció al gobierno del AVNOJ mediante el Tratado de Vis, firmado el 16 de junio de 1944 entre el primer ministro del gobierno en el exilio, Ivan Šubašić, y Tito. Con el Tratado de Vis, el gobierno en el exilio y la NKOJ acordaron fusionarse en un gobierno provisional lo antes posible. La forma del nuevo gobierno se acordó en un segundo acuerdo Šubašić-Tito firmado el 1 de noviembre de 1944 en la capital yugoslava recientemente liberada de Belgrado. La Yugoslavia Federal Democrática se convirtió en uno de los miembros fundadores de las Naciones Unidas tras la firma de la Carta de las Naciones Unidas en octubre de 1945.
El estado se formó para unir el movimiento de resistencia yugoslavo a la ocupación de Yugoslavia por las potencias del Eje. El acuerdo dejó en el aire la cuestión de si el estado sería una monarquía o una república hasta después de la guerra, aunque fue considerado de facto una república, y la posición de jefe de Estado quedó vacante. Después de la fusión de los gobiernos, Josip Broz Tito fue designado primer ministro e Ivan Šubašić ministro de Relaciones Exteriores.
Este efímero estado fue sustituido en 1945 por la nueva denominación oficial de República Federal Popular de Yugoslavia.

## Historia
La Segunda Sesión de la AVNOJ, celebrada en Jajce en noviembre de 1943, se abrió con una declaración que decía en parte:
1. Que se constituya el Consejo Antifascista de Liberación Nacional de Yugoslavia como órgano representativo legislativo y ejecutivo supremo de Yugoslavia como representante supremo de la soberanía de los pueblos y del Estado de Yugoslavia en su conjunto, y que se establezca un Comité Nacional de Liberación de Yugoslavia se establezca como un órgano con todas las características de un gobierno nacional, a través del cual el Consejo Antifascista de Liberación Nacional de Yugoslavia desempeñará su función ejecutiva.
2. Que el "gobierno" traidor en el exilio sea privado de todos los derechos como gobierno legal de Yugoslavia, en particular del derecho a representar a los pueblos de Yugoslavia en cualquier lugar o ante cualquier persona.
3. Que todos los tratados y obligaciones internacionales concluidos en el extranjero en nombre de Yugoslavia por el "gobierno" en el exilio sean revisados con miras a su invalidación, renovación o aprobación, y que todos los tratados y obligaciones internacionales concluidos por el llamado "gobierno" en el exilio eventualmente podrá concluir en el extranjero, en el futuro no recibirá ningún reconocimiento.
4. Que Yugoslavia se establezca sobre un principio federal democrático como un estado de pueblos iguales.[5]

La AVNOJ luego emitió seis decretos y el Presidium de la AVNOJ, que continuaba sus funciones cuando no estaba en sesión, siguió con cuatro decisiones. Juntos, comprendían la constitución del nuevo estado que tomaba forma en Yugoslavia. El 30 de noviembre, el Presidium otorgó a Josip Broz Tito el rango de mariscal de Yugoslavia y lo nombró presidente del gobierno (o primer ministro en funciones) y ministro de Defensa Nacional (Ministerio de Defensa (Yugoslavia)). Tres vicepresidentes y otros trece ministros fueron designados para el NKOJ.
El nombre República Federal Democrática de Yugoslavia fue adoptado oficialmente el 17 de febrero de 1944. El mismo día adoptaron el escudo de Yugoslavia de cinco antorchas.
Después de la deposición del Pedro II de Yugoslavia, la República Popular Federal de Yugoslavia fue proclamada el 29 de noviembre de 1945.

## Gobierno
Su legislatura, a partir de noviembre de 1944, fue la Asamblea Provisional. El acuerdo Tito-Šubašić de 1944 declaró que el estado era una democracia pluralista que garantizaba: libertades democráticas; libertad personal; libertad de expresión, asamblea, y religión; y una prensa libre. Sin embargo, en enero de 1945, Tito había cambiado el énfasis de su gobierno del énfasis en la democracia pluralista, afirmando que aunque aceptaba la democracia, afirmaba que no había "necesidad" de múltiples partidos, ya que afirmaba que los múltiples partidos eran innecesariamente divisivos en el medio del esfuerzo de guerra de Yugoslavia y que el Frente Popular representaba a todo el pueblo yugoslavo. La coalición del Frente Popular, encabezada por el Partido Comunista de Yugoslavia y su secretario general, el mariscal Josip Broz Tito, fue un movimiento importante dentro del gobierno. Otros movimientos políticos que se unieron al gobierno incluyeron el movimiento "Napred" representado por Milivoje Marković.
La Yugoslavia federal democrática fue gobernada por un gobierno temporal que consistía principalmente en miembros del Frente Unitario de Liberación Nacional y un pequeño número de otros partidos políticos del antiguo Reino de Yugoslavia. El presidente del Gobierno era Josip Broz Tito. Los comunistas ocuparon 22 puestos de ministros, incluidos Finanzas, Asuntos Internos, Justicia, Transporte y otros. Ivan Šubašić, del Partido Campesino Croata y exgobernador de la Banovina croata, fue ministro de Relaciones Exteriores, mientras que Milan Grol, del Partido Democrático, fue vice primer ministro. Muchos miembros del gobierno no comunistas renunciaron debido a su desacuerdo con la nueva política.

## Zonas administrativas
La República Federal Democrática de Yugoslavia constaba de 6 estados federales y 2 unidades autónomas:
- Estado Federado de Serbia
  - Provincia Autónoma de Vojvodina
  - Región Autónoma de Kosovo y Metohija
- Estado Federado de Croacia
- Estado Federado de Bosnia y Herzegovina

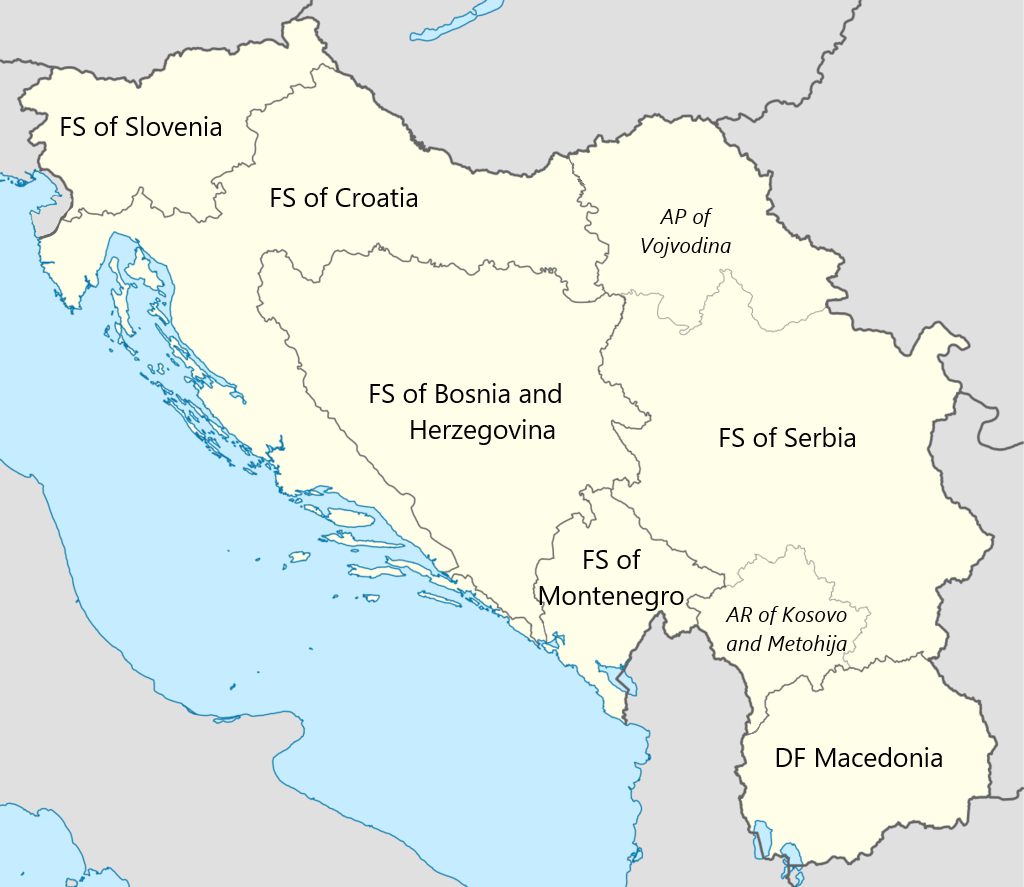
Zonas administrativas en 1945

- Estado Federado de Eslovenia
- Estado Federado de Montenegro
- Estado Federado de Macedonia